# Blues Foundation

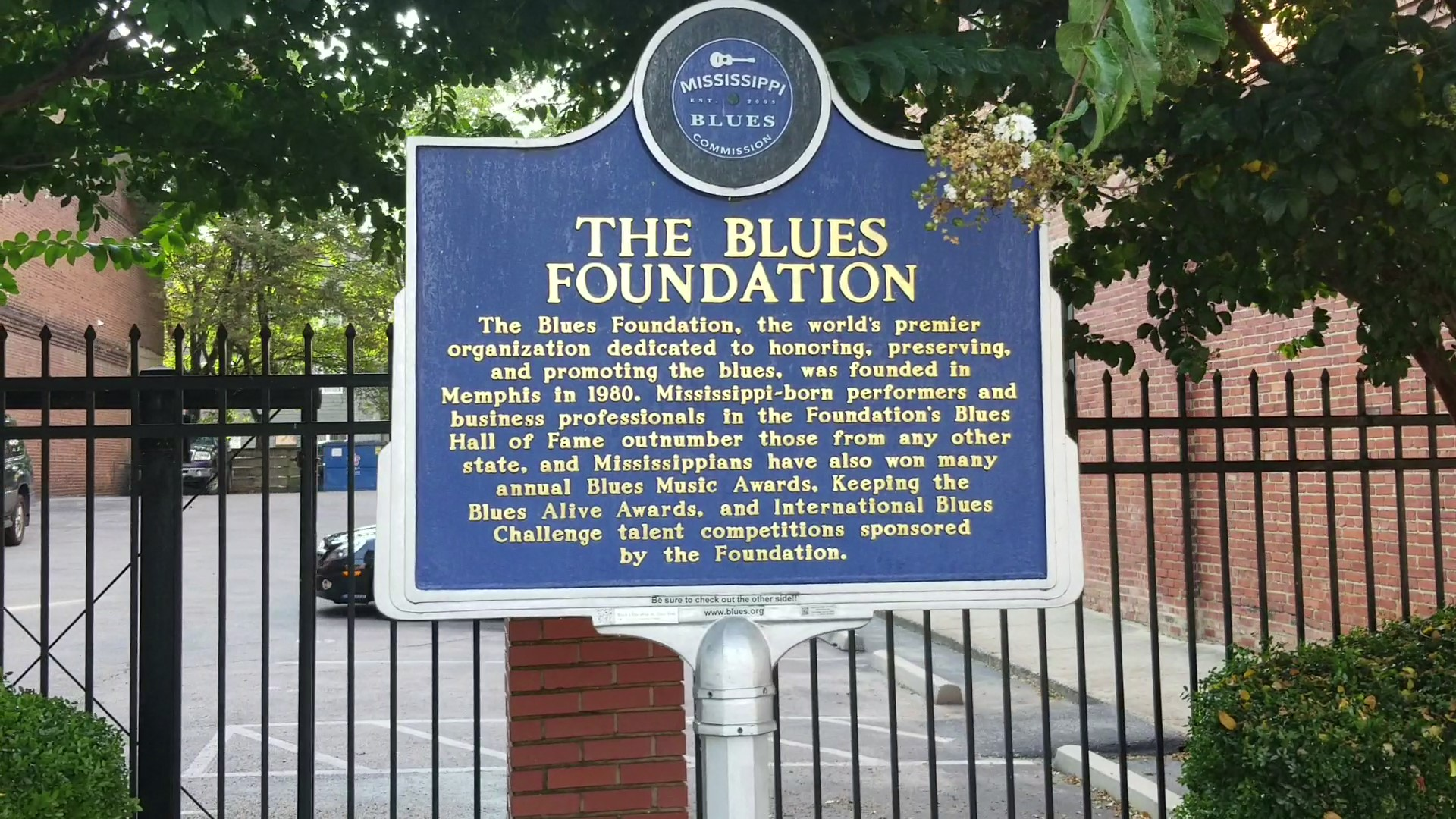
Panneau d'information devant le site de la Blues fondation.

La Blues Foundation est une association basée à Memphis (Tennessee), aux États-Unis, dont la mission est de préserver l’histoire de la musique blues.

## Histoire
Fondée en 1980, son histoire est naturellement empreinte de la culture blues du XXe siècle. Elle œuvre en relation avec plus de 175 autres organisations à travers le monde à la promotion du blues. Son siège est à Memphis, dans le Tennessee. Elle est dirigée par un bureau de vingt-cinq personnes.

## Évènements liés à la fondation
La fondation organise plusieurs évènements, parmi lesquels les Blues Hall of Fame Induction Ceremony, International Blues Challenge Competition, Keeping the Blues Alive Awards et Blues In The Schools programs.

### Blues Music Award
À ses débuts la fondation organisait la remise annuelle du prix W.C. Handy pour « donner une reconnaissance aux meilleurs interprétations et enregistrements de blues », avant que la cérémonie ne soit renommée Blues Music Award.

### International Blues Challenge
Des artistes français concourent pour le Prix International Blues Challenge depuis l’année 2006, d’abord par le festival Blues sur Seine, et depuis 2011, par l’association France Blues.
Plusieurs récompenses, dites « Keeping the Blues Alive Awards », ont été attribuées à des Français pour leur action dans la promotion de cette musique : Jean Guillermo (2008), Didier Tricard (2011), la revue Soul Bag (2012), Mike Lécuyer (2012), Gérard Herzhaft (2014), Fred Delforge (2016), le Cahors Blues Festival (2016), Jacques Morgantini (2017), Jean Guillermo à nouveau en 2019.

## Membres affiliés
- Block Magazine, un périodique attaché à la tradition du blues afro-américain.
- Delta Cultural Center, un centre culturel et un musée dans le centre-ville d’Helena, en Arkansas.
- Ground Zero, un club de blues à Clarksdale (Mississippi).
- Inland Empire Blues Society, une association à but non lucratif consacrée à la promotion du blues, basée à Spokane (Washington) mais représentant le territoire de l’Inland Empire (Nord-Ouest Pacifique).
- Kentuckiana Blues Society, une association américaine basée à Louisville, fondée en 1988, et consacrée à la préservation du blues sous toutes ses formes.
- National Endowment for the Humanities, une agence fédérale du gouvernement établie en 1965 par la loi dite « National Foundation on the Arts and the Humanities Act[PDF] » sur la nécessité de maintenir les humanités classiques dans l’enseignement.
- Knuckleheads Saloon, un lieu de rendez-vous musical de Kansas City (Missouri).
- France Blues, une association française consacrée à la musique de blues.
- Vully Blues Club, association pour le soutien aux musiciens de blues suisses[3].
- Swiss Blues Society, association suisse organisant la sélection nationale de l'"International Blues Challenge"[4].

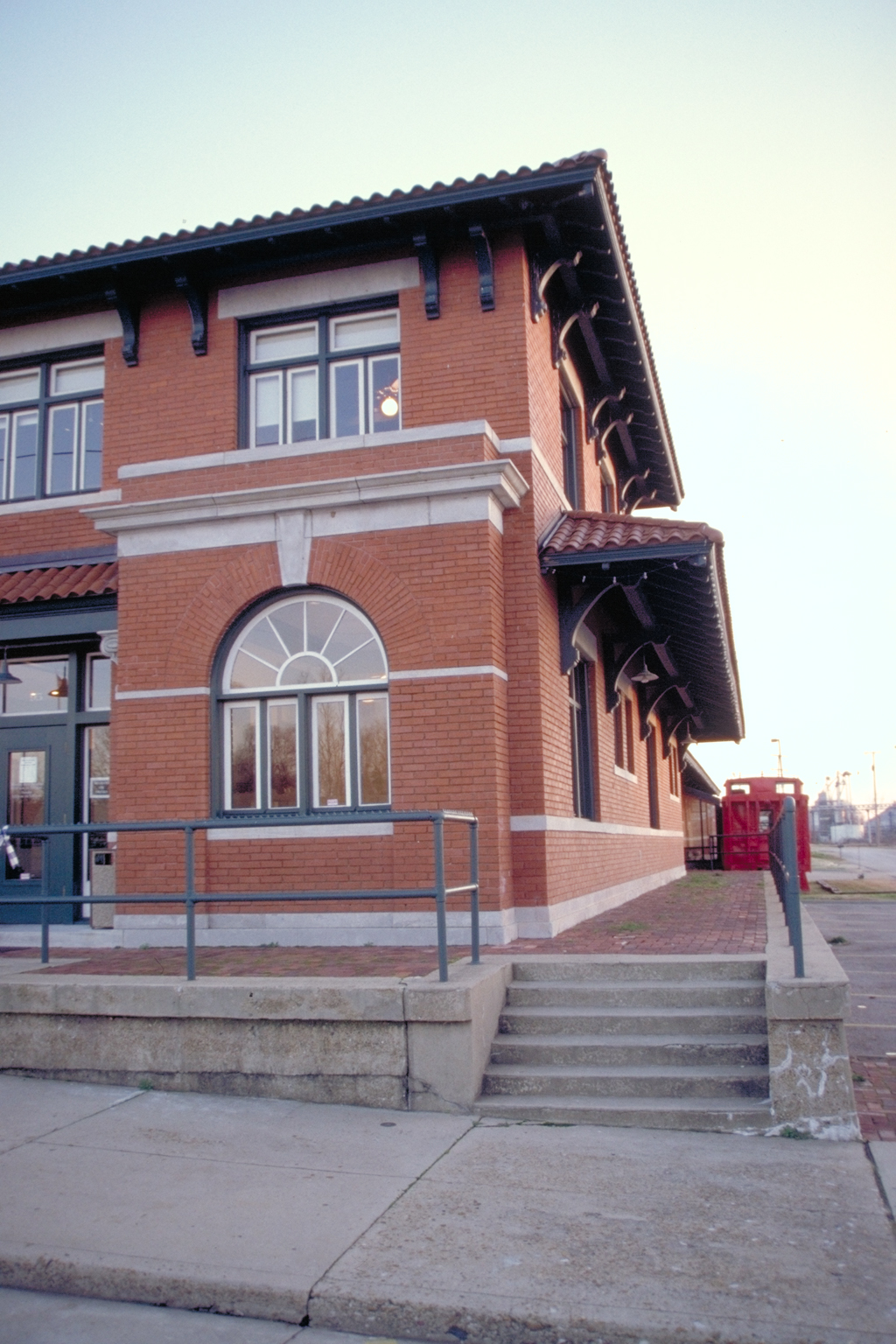
Delta Cultural Center, Helena, en Arkansas
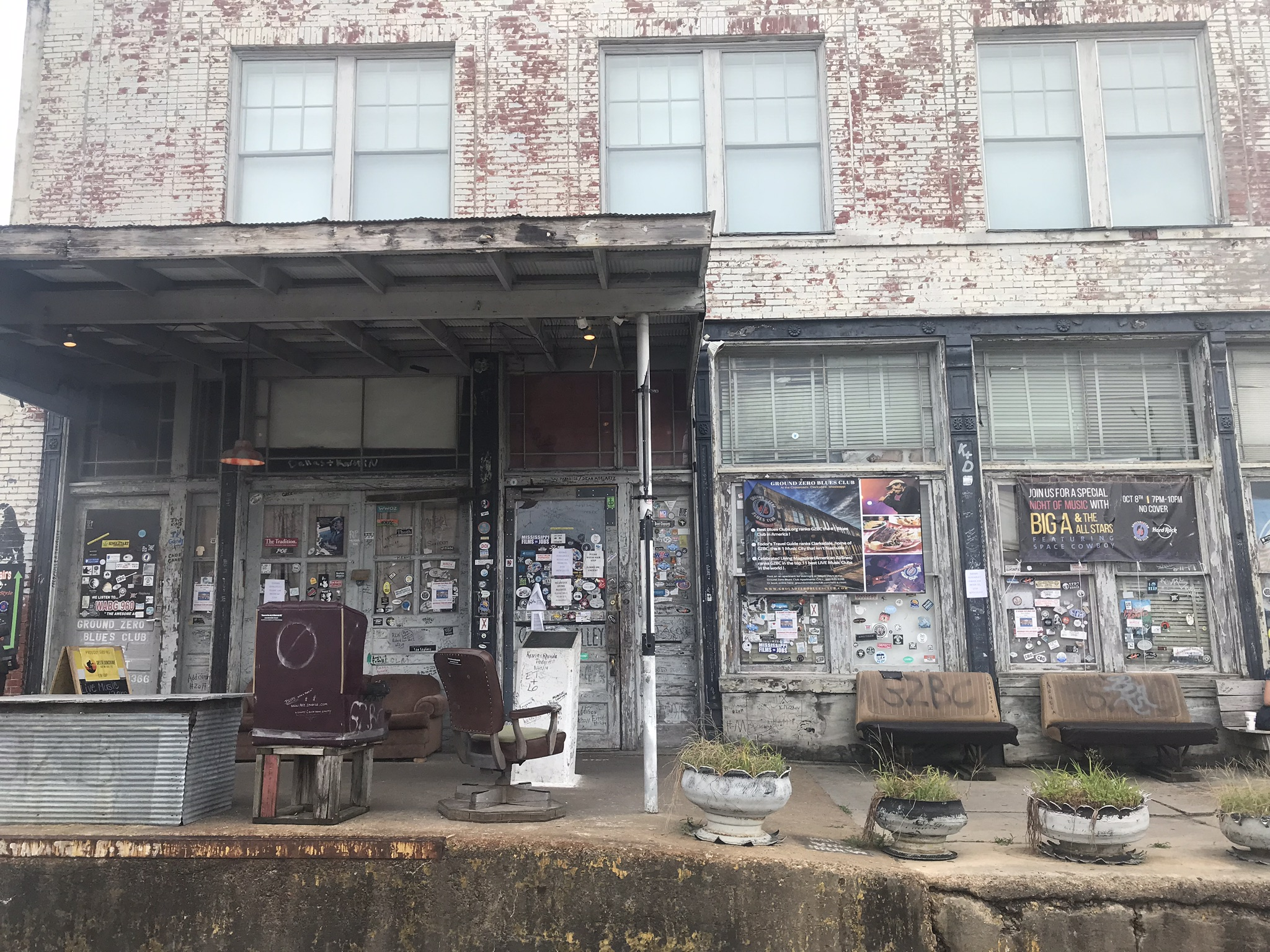
Ground Zero, Clarksdale
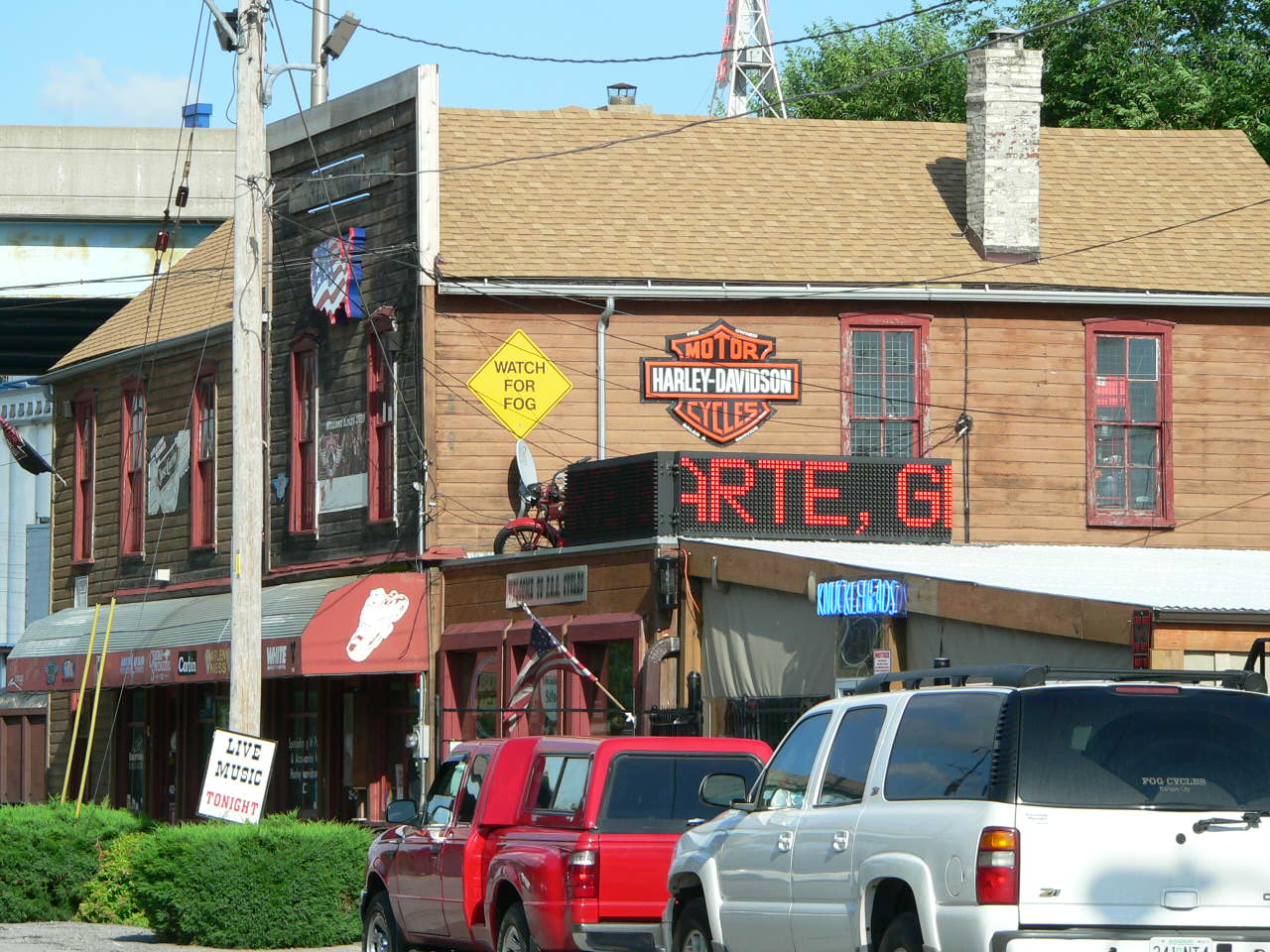
Knuckleheads Saloon, Kansas City